# أوسكار باور (عسكري)
أوسكار باور (بالألمانية: Oskar Bauer) هو عسكري ألماني، ولد في 13 مارس 1900 في مانهايم في ألمانيا، وتوفي في 20 يناير 1975 في إسن في ألمانيا.